# Apocephalus brevitergum
Apocephalus brevitergum är en tvåvingeart som beskrevs av Brown 2002. Apocephalus brevitergum ingår i släktet Apocephalus och familjen puckelflugor. Inga underarter finns listade i Catalogue of Life.